# قسم زياران الريفي (مقاطعة آب يك)
قسم زیاران الریفي (بالفارسية: دهستان زیاران) هي قسم تقع في إيران في قسم. يقدر عدد سكانها بـ 12,024 نسمة .